# Jeanne Golay
Jeanne Golay (Coral Gables, Florida, 16 d'abril de 1962) va ser una ciclista estatunidenca. Va guanyar quatre medalles, una d'elles d'or, als Campionat del Món de contrarellotge per equips; i una de bronze als de ruta. Va participar en 2 Jocs Olímpics d'Estiu.

## Palmarès
- 1985
  - 1a al Fitchburg Longsjo Classic
- 1989
  -  Campiona dels Estats Units en contrarellotge
  - Vencedora d'una etapa a la Women's Challenge
- 1991
  - Medalla d'or als Jocs Panamericans en ruta
  - 1a als Campionats Panamericans en ruta
- 1992
  -  Campiona del món en contrarellotge per equips (amb Danute Bankaitis-Davis, Janice Bolland i Eve Stephenson)
  -  Campiona dels Estats Units en ruta
  -  Campiona dels Estats Units en contrarellotge
  - Vencedora d'una etapa a la Women's Challenge
  - Vencedora d'una etapa al Bisbee Tour
- 1993
  - 1a a la Women's Challenge i vencedora de 2 etapes
  - Vencedora d'una etapa al Fitchburg Longsjo Classic
- 1994
  -  Campiona dels Estats Units en ruta
  - 1a al Redlands Bicycle Classic
  - Vencedora de 4 etapes al Tour de l'Aude
  - Vencedora d'una etapa a la Women's Challenge
  - Vencedora de 2 etapes a la Volta a Turíngia
- 1995
  - Medalla d'or als Jocs Panamericans en ruta
  - 1a als Campionats Panamericans en ruta
  -  Campiona dels Estats Units en ruta
  - Vencedora d'una etapa al Redlands Bicycle Classic
  - Vencedora de 2 etapes al Tour de l'Aude
  - Vencedora d'una etapa a la Women's Challenge